# Protocole facultatif à la Convention sur l'élimination de toutes les formes de discrimination à l'égard des femmes

Parties et signataires du Protocole facultatif à la Convention sur l'élimination de toutes les formes de discrimination à l'égard des femmes.
Signée et ratifiée
Accédée ou remplacée
Signée et ratifiée, ne reconnaissant pas les articles 8 et 9
Uniquement signée, pas ratifiée
Pas signée

Le Protocole facultatif à la Convention sur l'élimination de toutes les formes de discrimination à l'égard des femmes (OP-CEDAW) est un traité international mettant en place des mécanismes d'enregistrement de plaintes et d'enquêtes concernant la Convention sur l'élimination de toutes les formes de discrimination à l'égard des femmes (CEDAW). Les parties du traité accordent ainsi au CEDAW l'autorité et les moyens de traiter les plaintes d'individus et d'enquêter sur les « violations graves ou systématiques » de la convention.
Adopté le 6 octobre 1999, le traité entre en vigueur le 22 décembre 2000. En 2023, il compte 80 signataires et 115 ratifications.
Le protocole a mené à des décisions impliquant différents États membres sur des sujets tels la violence domestique, le congé parental et la stérilisation contrainte, ainsi qu'à une enquête à propos des meurtres de femmes de Ciudad Juárez.

## Histoire
En 1979, l'Assemblée générale des Nations unies adopte le CEDAW, rendant illégale, selon son article 2, la discrimination faite envers les femmes, mais ne prévoyant aucun mécanisme d'application de cet article. Lors des premières ébauches de la convention, un processus de plainte individuelle a été suggéré, mais a finalement été rejeté.
Quinze ans plus tard, la Déclaration et programme d'action de Vienne, adoptée lors de la Conférence mondiale sur les droits de l'homme de 1993, suggère une nouvelle procédure pour l'application de la Convention : un « droit de pétition. » An independent expert group produced a draft in 1994, incluant une démarche pour les plaintes et enquêtes. On charge le comité du CEDAW de développer la chose au début de 1995.
L'idée d'un protocole facultatif est endossée à la quatrième conférence mondiale sur les femmes de 1995.
En mars 1996, la Commission de la condition de la femme forme un groupe de travail afin de réaliser un brouillon officiel. Après trois ans de travail, le groupe remet ce dernier au début de 1999. Le protocole facultatif est adopté par l'Assemblée générale le 6 octobre 1999.

## Résumé
La Convention sur l'élimination de toutes les formes de discriminations à l'égard des femmes interdit la discrimination faite sur la base du genre et oblige les parties à abroger les lois discriminatoires et à garantir une certaine égalité dans les domaines de la santé, de l'emploi et de l'éducation. Le protocole facultatif est subsidiaire à la convention et sert à renforcer cette dernière.
Les articles 1–7 établissent un mécanisme pour l'enregistrement de plaintes semblable à ceux du Premier protocole facultatif au Pacte international relatif aux droits civils et politiques, de l'Optional Protocol to the Convention on the Rights of Persons with Disabilities ainsi qu'à l'article 14 de la Convention internationale sur l'élimination de toutes les formes de discrimination raciale. 
Ils impliquent que les parties reconnaissent la compétence du comité du CEDAW pour l'évaluation des plaintes d'individus ou de groupes affirmant que leurs droits ont été transgressés. Si une plainte est soumise au nom de quelqu'un d'autre, le consentement de ce dernier est nécessaire à moins que le soumissionnaire puisse faire la démonstration qu'il est nécessaire d'agir sans ce dernier. Dans une telle situation, la « justification » est évaluée par le comité du CEDAW. La possibilité de déposer une plainte au nom de quelqu'un d'autre a été jugée vitale afin, notamment, de permettre à des associations de victimes et autres organisations non gouvernementales de recourir au protocole pour renforcer la convention.
Les plaignants doivent avoir épuisé toutes les voies de recours internes de l'État concerné. Les plaintes anonymes ainsi que les plaintes référant à des événements précédant la signature du protocole par le pays concerné ne sont pas permises.
Le comité peut demander de l'information et faire des recommandations à une partie, bien que cela ne soit pas obligatoire.
Les articles 8–10 concernent le mécanisme d'enquête. Les parties doivent permettre au comité d'enquêter, de rapporter et de faire des recommandations sur les violations « graves ou systématiques à la convention. Le comité peut inviter la partie concernée à répondre et l'informer de toutes mesures prises à la suite de l'enquête. Les parties peuvent refuser cette obligation à la signature ou lors de la ratification (à ce jour, le Bangladesh, le Belize et la Colombie ont refusé cet article).
L'article 11 exige que les parties s'assurent que les plaignants ne soient pas victimes de mauvais traitements ou d'intimidation.
L'article 13 exige que les parties informent leurs citoyens à propos de la convention, du protocole facultatif et du fonctionnement du comité afin de faciliter l'enregistrement des plaintes.
Les articles 12 et 14 encadrent les procédures et le rapport des plaintes par le comité,.
Les articles 15 à 21 décrivent les processus de ratification, d'entrée en vigueur et d'amendement du protocole facultatif.